# Bullan Weijden
Alfhild Elisabeth "Bullan" Weijden, född Vestling den 3 september 1901 i Falun, död 2 juni 1969 i Leksand, var en svensk skådespelare och sångare.
Hon scendebuterade 1918 i revysammanhang. 1919–1920 var hon engagerad av Ernst Rolf. Utöver revyer spelade hon även operett och medverkade i ett tiotal spelfilmer. Hon samarbetade med Edvard Persson i en föreställning som de turnerade med i folkparkerna, och de gjorde även ett antal skivinspelningar ihop.
Hon var gift första gången 1923–1931 med skådespelaren Tor Weijden och andra gången från 1933 med kapellmästaren Alvar Kraft till dennes död 1959.

## Filmografi
- 1923 – Andersson, Pettersson och Lundström
- 1934 – Sången till henne
- 1937 – Pensionat Paradiset
- 1937 – En sjöman går iland
- 1938 – Baldevins bröllop
- 1939 – Kalle på Spången
- 1940 – En sjöman till häst
- 1941 – Soliga Solberg
- 1942 – Sol över Klara
- 1942 – Stinsen på Lyckås
- 1944 – När seklet var ungt
- 1946 – Kärlek och störtlopp
- 1953 – I dur och skur
- 1953 – Bror min och jag
- 1956 – Ratataa
- 1958 – Den store amatören
- 1959 – Det svänger på slottet

## Teater

### Roller
| År   | Roll                    | Produktion                                                                    | Regi             | Teater        |
| ---- | ----------------------- | ----------------------------------------------------------------------------- | ---------------- | ------------- |
| 1951 | Hattie, påkläderska     | Kiss Me, Kate Cole Porter, Samuel Spewack och Bella Spewack                   | Sven Aage Larsen | Oscarsteatern |
| 1954 | Juliana                 | Csardasfurstinnan Emmerich Kálmán, Leo Stein och Béla Jenbach                 | Egon Larsson     | Oscarsteatern |
| 1955 | Moder Martha, abbedissa | Lilla helgonet Hervé, Henri Meilhac och Albert Millaud                        | Ivo Cramér       | Oscarsteatern |
| 1956 |                         | Can-Can Cole Porter och Abe Burrows                                           | Ivo Cramér       | Oscarsteatern |
| 1957 | Hotellvärdinnan         | Cirkusprinsessan Emmerich Kálmán, Julius Brammer och Alfred Grünwald          | Egon Larsson     | Oscarsteatern |
| 1957 | Paulina                 | No, No, Nanette Vincent Youmans, Otto Harbach, Frank Mandel och Irving Caesar | Egon Larsson     | Oscarsteatern |

## Radioteater

### Roller
| År   | Roll     | Produktion                          | Regi        |
| ---- | -------- | ----------------------------------- | ----------- |
| 1954 | Hag-Emma | Auktion Josef Briné och Nils Ferlin | Lars Madsén |